# Verónica Cuadrado
Verónica Cuadrado Dehesa (Santander, 8 marzo 1979) è una pallamanista spagnola.

## Palmarès
- Giochi olimpici

Londra 2012: bronzo.
- Mondiali

Brasile 2011: bronzo.
- Europei

Macedonia 2008: argento.